# Robert ParkeHarrison
Robert ParkeHarrison (Fort Leonard Wood, 1968) es un fotógrafo estadounidense, más conocido por el trabajo desarrollado en colaboración con su mujer Shana. Actualmente se considera uno de los mayores representantes de la fotografía surrealista.

## Biografía
Estudió en el Instituto de Arte de Kansas City y en la Universidad de Nuevo México, donde obtuvo en 1994 el Máster en Fine Arts.
A partir de la mitad de los años noventa trabajó en imágenes compuestas y complejas basadas en el tema de la interacción entre naturaleza y hombre; en particular sobre la destrucción de la naturaleza a manos de la civilización moderna. Desde el año 2001, proyecta y desarrolla su trabajo fotográfico con su esposa Shana ParkeHarrison.
Las fotografías de Robert and Shana ParkeHarrison se han exhibido en al menos 18 exposiciones monográficas y más de 30 exposiciones colectivas. Sus trabajos pueden contemplarse en más de 20 museos, entre ellos la George Eastman House y el Museo Smithsoniano de Arte Americano.